# Ebolavirus
Ebolavirus, cu o denumire mai veche de virusul Ebola, este un gen de virusuri ARN ce aparține familiei filoviride care provoacă febra hemoragică Ebola,  o boală severă, cu o rată de letalitate de până la 90% la om.
Virionii virusului Ebolavirus au un aspect caracteristic de bastonaș sau filamente, în formă de U sau 6, încolăcite sau ramificate, cu un diametru de 80 nm și o lungime variabilă, de la 600 la 1000 nm. Virionii au la exterior un înveliș, format dintr-un dublu strat lipidic, pe care sunt inserate peplomere proeminente, cu aspect globular, cu diametrul de 7 nm și dispuse la intervale de 10 nm. Peplomerele sunt alcătuite din glicoproteina GP codificată de virus. În interior virionilor este situată nucleocapsida de simetrie helicoidală, cu un diametrul de 50 nm și pasul helixului de 5 nm, având în interior un spațiu axial, vizualizat ca o zonă clară de 20 nm.
Genul Ebolavirus include 5 specii 
- Ebolavirusul Bundibugyo (BDBV, BEBOV)
- Ebolavirusul Zair, denumit în prezent virusul Ebola (EBOV, ZEBOV)
- Ebolavirusul Reston (RESTV, REBOV)
- Ebolavirusul Sudan (SUDV, SEBOV)
- Ebolavirusul pădurii Taï (TAFV) sau Ebolavirusul Coastei de Fildeș (CIEBOV)